# میخائیل یکم، تزار روسیه
میخائیل رومانوف (به روسی: Михаил Романов) (۲۲ ژوئیهٔ ۱۵۹۶ – ۲۳ ژوئیهٔ ۱۶۴۵)، هفتمین تزار تمام روسیه بود که از سال ۱۶۱۳ تا زمان مرگش در ۱۶۴۵ بر روسیه تزاری حکومت کرد. او نخستین تزار روسیه از دودمان رومانوف بود که پس از یک دهه آشفتگی سیاسی ویرانگر، توسط اشراف در یک زمسکی سوبور برگزیده شد. نوادگان میخائیل تا سه قرن بعد بر روسیه فرمان راندند.
میخائیل فرزند بویار فیودور نیکیتیچ رومانوف، مشهور به پاتریارک فیلارت بود. او خویشاوندی نزدیکی خاندان سلطنتی روسیه داشت؛ زیرا عمه‌اش آناستازیا رومانوفنا نخستین همسر ایوان مخوف و در نتیجه، پدرش فیلارِت دایی تزار فیودور یکم بود. در ۳ مارس ۱۶۱۳، میخائیل در یک زمسکی سوبور به عنوان تزار جدید انتخاب شد. در زمان تاج‌گذاری او فقط ۱۶ سال داشت و آموزش‌های لازم را دریافت نکرده بود. در ابتدا، بستگان مادری میخائیل کنترل امور دولت را در دست داشتند. آنها منافع شخصی خود را تامین می‌کردند؛ اما در عین حال تحت رهبری‌شان، روسیه تزاری موفق به بازگرداندن نظم، سرکوب شورش‌ها و صلح با دشمنان شد. در سال ۱۶۱۹، پاتریارک فیلارِت از اسارت آزاد و به محض بازگشت به روسیه تبدیل به پاتریارک مسکو شد و بیشتر از پسرش حاکم بالفعل روسیه تزاری گشت. او تا زمان مرگش در ۱۶۳۹ بر دولت تزاری مسلط بود و اقدامات سیاسی، تجاری و فرهنگی فراوانی انجام داد. پس از مرگ فیلارِت، بستگان مادری میخائیل دوباره در دولت نقش مهمی ایفا کردند.
در اواخر زمان مشکلات، اگرچه روس‌ها توانسته بودند بیگانگان را از کشور بیرون برانند، اما هنوز یک فرمانروای قانونی نداشتند. رهبران روس‌ها که عمدتاً از اشراف بودند، گرد هم آمدند و میخائیل رومانوف پسردایی ۱۶ سالهٔ فیودور یکم را به تزاری برگزیدند. در آن زمان، یک نفر میخائیل را چنین توصیف کرده بود: «مهربان، ملایم، دلنشین، بردبار و خیرخواه [است] ... اما توان ذهنی کافی جهت فرمانروایی بر کشور را ندارد.» لیکن این درست همان چیزی بود که اشرافی که او برگزیدند می‌خواستند؛ یک تزار که ضعیف‌تر از آن باشد که مزاحم‌شان شود. با آنکه میخائیل ناقابل به نظر می‌رسید، گزینش او و واقعهٔ به سلطنت رسیدنش به سه دلیل با اهمیت است: نخست روسیه دوباره متحد شده و از یک تزار غیرروس و غیرارتدوکس در امان مانده بود. دوم شهر مسکو آشکارا به عنوان مرکز حکومت روسیه تثبیت شد. سوم تزار شدن میخائیل که از دودمان رومانوف بود، به سلطنت ۷۰۰ سالهٔ روریک‌ها پایان داد و نسل او را تا سال ۱۹۱۷ حاکم بر روسیه کرد. میخائیل به مدت ۳۲ سال بر روسیه تزاری حکومت کرد و بزرگ‌ترین دستاوردهای او کمی پس از به قدرت رسیدنش حاصل آمد. به این ترتیب که در سال ۱۶۱۷، روسیه معاهده‌ای با امپراتوری سوئد امضا کرد که به موجب آن بخش عمدهٔ سرزمین نووگورود را پس گرفت. یک سال بعد، روسیه معاهده‌ای هم با لهستان–لیتوانی بست و آن کشور اجازه یافت تا در ازای آزاد کردن پدر میخائیل یعنی فیلارِت که در سال ۱۶۱۰ در جریان نبرد اسیر شده بود، شهر مهم اسمولنسک را حفظ کند. سرانجام میخائیل رومانوف در سال ۱۶۴۵ درگذشت و پسر ارشدش الکسی جانشین او شد.
جلوس میخائیل رومانوف پایان زمان مشکلات را رقم زد. در غرب، جنگ اینگری و لهستان و روسیه به ترتیب در سال‌های ۱۶۱۷ و ۱۶۱۸ به پایان رسیدند و استقلال همیشگی روسیه به بهای از دست دادن سرزمین‌های مرزی تثبیت شد. ووادیسواف چهارم واسا پادشاه لهستان، سرانجام در سال ۱۶۳۴ با پیمان پولانوویا، موافقت کرد که رسماً از ادعای خود بر تاج‌وتخت روسیه دست بکشد. در شرق، کازاک‌ها پیشروی‌های بی‌سابقه‌ای در فتح سیبری توسط روسیه داشتند و کاشفان روس تا پایان سلطنت میخائیل به دریای اختسک رسیده بودند.